# Isère Grésivaudan Floorball
 (indiquez la date de pose grâce au paramètre date).
Maillots
L'Isère Grésivaudan Floorball est un club de floorball français fondé en 2008 et basé dans la Vallée du Grésivaudan (Isère), sur les communes de Saint-Ismier, Montbonnot, Biviers et Bernin. Les joueurs sont connus comme les Tigres, ou bien les Tigres du Grésivaudan. Le Club compte aujourd'hui environ cent vingt licenciés, répartis en plusieurs catégories. Chez les adultes, deux équipes compétition sont engagées dans le championnat de France, et le club propose également une section Féminine (tous niveaux) ainsi qu'une section Loisirs. Côté Jeunes, plusieurs équipes de "Tigrous" participent aussi au championnat.

## Historique
En 2008, une poignée d'amateurs de Floorball grenoblois (Manu Fernandez, Guillaume Jullien, Sébastien Hoine, Cyril Menon..) cherche à implanter le Floorball dans la Capitale des Alpes...Une première voiture s'en va tester ce sport lors d'un entrainement ouvert par les Pirates du Rhône (Lyon). Parallèlement, sous l'impulsion de la famille Pouchot et de l'amicale Franco-suédoise, un groupe de lycéens de la vallée du Grésivaudan découvre ce sport sur les City-Stade et les Parkings de Saint-Ismier et Montbonnot. Les réseaux sociaux jouent leur rôle, les deux groupes se rencontrent, le club est rapidement créé sous l'impulsion de Manu Fernandez et de Sébastien Frasse-Sombet et s'installe à Saint-Ismier.
Lors de la première saison 2008-2009 en Championnat de France D2, les Tigres termineront 6es.
Après avoir terminé vice-champion de France Division 2 pour la saison 2009-2010, L'équipe des Tigres est promue en Championnat de France Division 1. Le Club a donc créé une deuxième équipe, les Tigres 2, qui a évolué en Championnat de France Division 2, poule Sud-Est, pour la saison 2010-2011.
Lors de la saison 2010-2011, l'équipe 1 du Club du Grésivaudan se classe troisième de la poule B derrière les équipes du PUC et de Lyon et devant l'équipe d'Ericson. Elle se maintient en Division 1 après une victoire 6-1 contre les Canonniers de Nantes et finit finalement 6e du championnat de France D1. L'équipe 2 termine 6e de la poule sud-est du championnat de France D2.
La progression du club se confirme lors de la saison 2011-2012. L'équipe première termine en tête de la poule sud devant Lyon, Marseille et Béziers. Elle se qualifie pour les Play-Offs, gagne la demi-finale contre le PUC et s'incline en finale du championnat contre l'équipe de Lyon. L'équipe aura battu toutes les équipes du championnat, à l'exception de l'équipe lyonnaise. L'équipe 2 termine 4e de la poule sud-est.
La saison régulière 2012-2013 sera belle. Les Tigres terminent premiers de la Poule Sud, devant Lyon, Marseille et Saint-Étienne et se qualifient pour les Play-Offs. Ces Play-Offs seront organisés par le club dans le grand gymnase du CSU sur le campus de Saint-Martin d'Hères .Hélas, les résultats sportifs ne suivent pas lors de ce Week-End et les Isérois s'inclinent en demi-finale 6-3 contre les Phoenix de Wasquehal, futurs champions de France et 9-3 contre les Pirates du Rhône en petite finale. Les Tigres finissent 4e du championnat D1.
La saison 2013-2014 fut difficile : plusieurs joueurs "cadre" quittent le club et le début de saison est cruel. Les défaites, souvent lourdes, s'enchainent mais les Tigres ne lachent rien et s'entrainent dur. Lors des deux derniers WE, les Tigres relèvent la tête et clôturent la saison par deux matchs nuls contre Amiens et le PUC, et une belle victoire 8-0 contre Nantes qui leur permet de se maintenir en D1 avec la 8e place du championnat.

## Évolution du nom
- Le club est fondé sous la dénomination Grenoble Floorball en 2008.
- En 2010, le club change son nom pour Grenoble Grésivaudan Floorball.
- Finalement, en 2011, le club change à nouveau pour se nommer Isère Grésivaudan Floorball.

## Gymnases
Les Tigres s'entraînent au gymnase du Collège du Grésivaudan Saint-Ismier ainsi qu'au gymnase du Cube de Bernin. Les manches de Championnat de France ont lieu à ce même gymnase du Cube.

## Équipe 1
L'équipe première des tigres du Grésivaudan évolue depuis la saison 2010-2011 en première division du Championnat de France de Floorball (N1). L'équipe est composée d'un groupe restreint des meilleurs joueurs, parfois complété par des joueurs valeureux de l'équipe 2 avec qui elle s'entraine. Nous nous efforçons de marier le plaisir du jeu, la convivialité, l'effort collectif et le sérieux aux entrainements afin de pouvoir se dépasser dans une ambiance saine de compétition.

### Palmarès
- Saison 2008-2009 (D2) : Première participation au Championnat de France D2 (6ème de la poule Sud-Est)
- Saison 2009-2010 (D2) : Vice-champion de France D2
- Saison 2010-2011 (D1) : Première participation au Championnat de France D1 (6ème du championnat)
- Saison 2011-2012 (D1) : Vice-champion de France
- Saison 2012-2013 (D1) : 4ème du Championnat de France
- Saison 2013-2014 (D1) : 8ème du Championnat de France
- Saison 2016-2017 (D1) : 5ème du Championnat de France
- Saison 2021-2022 (N1) : 7ème du Championnat de France
- Saison 2022-2023 (N1) : Défaite en demi-finale
- Saison 2023-2024 (N1) : Défaite en quarts de finale
- Saison 2024-2025 (N1) : Deuxième de la saison régulière - défaite en demi-finale

## Équipe 2
L'équipe 2 des Tigres du Grésivaudan a été créée lors de la saison 2010-2011 et évolue pour la saison 2024-2025 en Championnat de France Division 3, dans la poule Sud. Cette équipe regroupe des joueurs expérimentés et des jeunes pousses du club arrivant dans le championnat adulte. Les premières saisons en D3 permettent de prendre de l'expérience et de se confronter à d'autres gabarits, avec comme objectif, l'intégration de l'équipe 1 dans les deux ans.

### Palmarès
- Saison 2010-2011 (D2) : Première participation au Championnat de France D2 (5ème de la poule Sud-Est)
- Saison 2011-2012 (D2) : 4e de la poule Sud-Est
- Saison 2013-2014 (D2) : 4e de la poule Sud-Est
- Saison 2015-2016 (D2) : 3ème de la poule sud
- Saison 2016-2017 (D2) : Champion de France
- Saison 2018-2019 (D3) : Descente dans la troisième division récemment créée (choix du club)
- Saison 2021-2022 (D3) : Champion de France - Montée en N2
- Saison 2022-2023 (N2) : 12e de la saison régulière - Descente en D3
- Saison 2023-2024 (D3) : Défaite en quarts de finale
- Saison 2024-2025 (D3) : Défaite en quarts de finale

## Équipes Jeunes
Les jeunes occupant une place majeure dans la vie du club (environ 60 joueurs de moins de 18 ans), le club compte de nombreuses catégories d'âge pour les jeunes : U9, U11, U13, U15 et U17. Mis à part les U9, chacune de ces catégories ont engagé une équipe en compétition dans le championnat de France.
Lors de la saison 2021-2022, ces jeunes joueurs se sont illustrés en remportant les titres de Champions de France en U14 et U17. La saison suivante, ce fut au tour des U11 et des U15.

### Palmarès
- Saison 2021-2022 : Champion de France U14 et U17
- Saison 2022-2023 : Champion de France U11 et U15
- Saison 2024-2025 : Champion de France U13 et U17